# De optimo genere interpretandi
De optimo genere interpretandi (Sobre o melhor tipo de interpretação) (Epístola 57) é uma carta escrita por Jerônimo, um doutor cristão, a Pamáquio, um senador romano, no ano 395, na qual ele defende seu método de interpretação contra um detrator não identificado. O assunto em questão é a versão de Jerônimo da epístola de Epifânio escrita a João de Jerusalém. Jerônimo escreve: “Pois não apenas confesso, mas confesso com voz livre, que estou na interpretação dos gregos, à parte das Sagradas Escrituras, onde até a ordem das palavras é um mistério, não palavra por palavra, mas expressar sentido a partir do sentido"). Ele retoma não somente a autoridade de Cícero enquanto enquanto orador como de outros escritores antigos.